# 나이콜 터멜

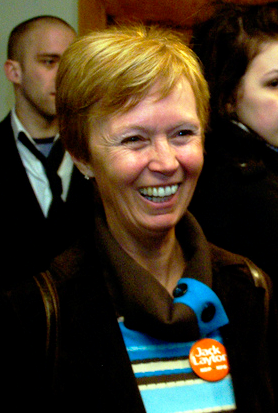
나이콜 터멜

나이콜 터멜(영어: Nycole Turmel, 1942년 9월 1일 ~ )은 캐나다의 정치인으로, 전 국회의원(울-엘메르 선거구)이자 신민주당 예비내각 장관 및 야당 원내총무였다.
2011년 울-엘메르 선거구의 국회의원으로 처음 당선되었으며, 지병으로 휴가 중인 잭 레이턴을 대신해 신민주당의 대표직을 대행하기도 했다. 2011년 8월 22일 레이턴이 사망하자 야권대표가 되었으며, 이는 여성으로서는 두 번째다. 2012년 3월 24일 전당대회에서 톰 멀케어가 새 대표로 선출되자 두 직책에서 물러났으며, 2015년 총선에서 재선에 실패했다.
오랜 노동조합원으로, 2000년부터 2006년까지 캐나다 공익근무동맹의 대표였다.